# 65536
65536（六万五千五百三十六、ろくまんごせんごひゃくさんじゅうろく）は、自然数また整数において、65535の次で65537の前の数である。

## 性質
- 65536は合成数であり、約数は1, 2, 4, 8, 16, 32, 64, 128, 256, 512, 1024, 2048, 4096, 8192, 16384, 32768, 65536である。
  - 約数の和は131071。
  - 65536 × σ(65536) = 8589869056
    - 約数の和と元の数との積が完全数になる6番目の超完全数である。1つ前は4096、次は262144。(オンライン整数列大辞典の数列 A019279)

  - 約数を17個もつ最小の数である。次は43046721。
    - 約数を n 個もつ最小の数とみたとき。1つ前の16個は120、次の18個は180。(オンライン整数列大辞典の数列 A005179)
- 65536 = 216
  - 2番目の16乗数である。1つ前は1、次は43046721。
  - 16番目の2の累乗数である。1つ前は32768、次は131072。
  - 65536 = 224
    - n = 4 のときの22nの値とみたとき1つ前は256、次は4294967296。（オンライン整数列大辞典の数列 A001146）

  - 65536 = 2222
    - n = 2のときの222nの値とみたとき1つ前は16、次は2256。(オンライン整数列大辞典の数列 A002416)

(2256 = 115792089237316195423570985008687907853269984665640564039457584007913129639936 ≒ 1.15792… × 1077)
    - 65536 = 42（テトレーション） = 2↑↑4（↑はクヌースの矢印表記）
      - n = 4 のときの n2 の値とみたとき1つ前は16、次は265536(≒ 2.00353… × 1019728)。(オンライン整数列大辞典の数列 A014221)

  - 65536 = 242
    - n = 4 のときの 2n2 の値とみたとき1つ前は512、次は33554432。(オンライン整数列大辞典の数列 A002416)
- 65536 = 48
  - 4番目の8乗数である。1つ前は6561、次は390625。
  - n = 8 のときの 4n の値とみたとき1つ前は16384、次は262144。
- 65536 = 164
  - 16番目の4乗数である。1つ前は50625、次は83521。
  - n = 4 のときの 16n の値とみたとき1つ前は4096、次は1048576。
- 65536 = 2562
  - 256番目の平方数である。1つ前は65025、次は66049。
  - n = 2 のときの 256n の値とみたとき1つ前は256、次は16777216。
- 約数の和が65536になる数は1個ある。(57337) 約数の和1個で表される6978番目の数である。1つ前は65535、次は65538。

## その他 65536 に関連すること
- 65536byte = 64KiBであり、コンピュータに携わる者にとって「きりのいい」数字であるので、しばしば「むこのごんざぶろう」のように語呂を合わせて記憶される。
- ディスプレイの16ビットハイカラーの発色可能数。三原色の内、人間の目の感度の高い緑に多くのビットを割き、赤: 5ビット、緑: 6ビット、青: 5ビットの割り当てとなっている。三原色を同等に扱う場合は 15ビットの 32768色となり、こちらもハイカラーと呼ばれる。
- パチスロにおけるプレミアムフラグの出現確率として使われることがある。